# Танајна (Аљаска)
Танајна (енгл. Tanaina) насељено је место без административног статуса у америчкој савезној држави Аљаска.

## Демографија
По попису из 2010. године број становника је 8.197, што је 3.204 (64,2%) становника више него 2000. године.
| Група             | 2000.         | 2010.         |
| Белци             | 4.308 (86,3%) | 6.833 (83,4%) |
| Афроамериканци    | 27 (0,5%)     | 69 (0,8%)     |
| Азијати           | 30 (0,6%)     | 101 (1,2%)    |
| Хиспаноамериканци | 172 (3,4%)    | 371 (4,5%)    |
| Укупно            | 4.993         | 8.197         |